# Arusha-chini
El rusa, rusha, també conegut com a arusha-chini, o simplement arusha, és una de les llengües bantus de Tanzània parlada pel poble chaga. És parlada a l'àrea Chaga de la regió de Kilimanjaro, i forma un continu dialectal amb altres llengües chaga.